# Капітальна траншея
Капітальна траншея рос. капитальная траншея, англ. finished trench,  permanent trench; нім. Auf-schlußeinschnitt m, Haupteinschnitt m) – служить для розкриття кар'єрного поля або окремої його зони і створення вантажотранспортних зв'язків робочих горизонтів з поверхнею. Капітальну траншею споруджують на рівнинній місцевості; в районах з перетнутим рельєфом на укосах для цієї ж мети використовують капітальні напівтраншеї. За розташуванням відносно контуру кар'єру капітальні траншеї бувають зовнішніми і внутрішніми. Зовнішні розташовуються за межами проектного контуру кар'єру, внутрішні – в межах контуру на бортах. Нерідко капітальні траншеї мають змішане розташування; це має місце в тих випадках, коли зовнішніми траншеями розкривають верхні уступи, а внутрішніми – нижні. Капітальні траншеї характеризуються параметрами: схилом і, який визначається типом транспорту, що використовується, глибиною h (глибина горизонту, що розкривається), шириною b. кутами укосів бортів траншей. Технологічні схеми проведення капітальної траншеї поділяються на 3 групи: 
- безтранспортні (драґлайном у м'яких породах);
- транспортні (застосовують у міцних і м'яких гірських породах;
- комбіновані.